# Plectroctena
Plectroctena (лат. , от др.-греч. πλῆκτρον «остриё» и κτείνω «убивать») — род муравьёв (Formicidae) из подсемейства Ponerinae. Около 20 тропических видов. Эндемики Африки.

## Распространение
Встречаются в западной и центральной Африке.

## Описание
Среднего и крупного размера муравьи. Длина рабочих особей от 5,6 до 23,5 мм, коричневого и чёрного цвета. Усики 12-члениковые (у самцов — 13). Нижнечелюстные щупики состоят из 3 члеников, нижнегубные — из 4 сегментов (у самцов — 5 и 4). Оцеллии есть у самцов и крылатых самок; у рабочих и у эргатоидных самок редуцированы или отсутствуют.
Семьи малочисленные, например у вида P. lygaria в гнезде может быть около 300 муравьёв. В гнезде, исследованном в западной Африке (Кот-д’Ивуар) было 277 рабочих, 8 крылатых самок и 42 крылатых самца. Следовательно, 15 % общего населения было представлено репродуктивными особями. Размер колонии P. mandibularis ещё меньше и редко превышает 50 муравьёв.
Часть видов ведёт скрытный образ жизни, фуражируют в подстилочном слое, другие охотятся на открытых травяных пространствах. Рабочие фуражируют одиночно или мелкими группами, в которых от двух до трёх муравьёв. Муравейники строят в земле на различных глубинах, или в упавших стволах деревьев. Охотятся, главным образом, на многоножек, включая их молодь и яйца, а также на других членистоногих.
- Plectroctena sp. (Танзания)
- Plectroctena subterranea
- Крылья самки Plectroctena mandibularis
- Челюсти Plectroctena thaui

## Классификация
- Plectroctena anops Bolton, 1974
- Plectroctena conjugata  Santschi, 1914
- Plectroctena cristata  Emery, 1899
- Plectroctena cryptica  Bolton, 1974
- Plectroctena dentata  Santschi, 1912
- Plectroctena gabonensis  Santschi, 1919
- Plectroctena gestroi  Menozzi, 1922
- Plectroctena hastifera  (Santschi, 1914)
- Plectroctena laevior  Stitz, 1924
- Plectroctena latinodis  Santschi, 1924
- Plectroctena lygaria  Bolton, Gotwald & Leroux, 1979
- Plectroctena macgeei  Bolton, 1974
- Plectroctena mandibularis  Smith, 1858typus
- Plectroctena minor  Emery, 1892
- Plectroctena strigosa  Emery, 1899
- Plectroctena subterranea  Arnold, 1915
- Plectroctena ugandensis  Menozzi, 1933
- Другие виды